# Троцький повіт (Віленська губернія)
Троцький повіт (пол. Powiat trocki, рос. Трокский уезд, Троцкий уезд) — адміністративно-територіальна одиниця Російської імперії Віленської губернії. Адміністративний центр — місто Троки.

## Підпорядкування
- Утворений у 1795 році у складі Віленської губернії на території, що відійшла до складу Російської імперії після третього поділу Речі Посполитої.
- З 1797 року — у складі Литовської губернії.
- З 1801 року — у складі відновленної Віленської губернії (до 1840 року носила назву Литовсько-Віленської).

З 1920 відійшов до Польщі. 

## Населення
За даними перепису 1897 року в повіті проживало 203,4 тис. мешканців. 
У тому числі литовці - 58,1%; білоруси - 15,7%; поляки - 11,3%; євреї - 9,5%; 
росіяни - 4,6%. У повітовому місті Троки проживало 3240 чол. 

## Склад
Станом на 1886 рік налічував 184 сільських громад, 1316 поселення у 17 волостях. Населення — 137960 осіб (69891 чоловічої статі та 68069 — жіночої), 10859 дворових господарств.
|                     | Площа, десятин | У тому числі орної, десятин |
| ------------------- | -------------- | --------------------------- |
| Сільських громад    | 218601         | ?                           |
| Приватної власності | 138719         | 54052                       |
| Казеної власності   | 124147         | 815                         |
| Іншої власності     | 5255           | 1413                        |
| Загалом             | 486422         | 205512                      |

## Адміністративний поділ
Волосний поділ станом на 1886 рік:
| №  | Назва           | Центр      | Насе- лення | Кіль- кість дворів | Площа, десятин | Площа орної землі, десятин | Кількість поселень (сільських громад) |
| -- | --------------- | ---------- | ----------- | ------------------ | -------------- | -------------------------- | ------------------------------------- |
| 1  | Бутріманська    | ?          | 7686        | ?                  | 21569          | 11864                      | 75 (7)                                |
| 2  | Високодвірська  | ?          | 6252        | 379                | 20051          | 10683                      | 87 (16)                               |
| 3  | Ганушишська     | ?          | 4649        | 520                | 27722          | 14202                      | 64 (24)                               |
| 4  | Декшиянська     | ?          | 1080        | 48                 | 1053           | 753                        | 16 (1)                                |
| 5  | Євевська        | ?          | 5979        | 542                | 19888          | 9429                       | 96 (8)                                |
| 6  | Єзненська       | ?          | 10617       | 542                | 32329          | 14176                      | 96 (8)                                |
| 7  | Жижморська      | ?          | 6478        | 614                | 20624          | 10233                      | 83 (12)                               |
| 8  | Жосельська      | ?          | 8861        | 931                | 30229          | 11730                      | 103 (12)                              |
| 9  | Кроньська       | ?          | 6154        | 529                | 16225          | 9904                       | 90 (11)                               |
| 10 | Міждурічська    | Скорбутяни | 7279        | 511                | 23684          | 13746                      | 91 (8)                                |
| 11 | Мерічська       | ?          | 7284        | 687                | 33351          | 23398                      | 91 (13)                               |
| 12 | Недзінгівська   | ?          | 3312        | 408                | 14699          | 8386                       | 48 (6)                                |
| 13 | Олександрівська | Олава      | 9346        | 1099               | 23643          | 10712                      | 90 (13)                               |
| 14 | Олькенікська    | ?          | 6391        | 596                | 21565          | 13174                      | 66 (14)                               |
| 15 | Оранська        | ?          | 5014        | 431                | 30927          | 23921                      | 40 (10)                               |
| 16 | Сумілішська     | ?          | 7178        | 566                | 19197          | 9812                       | 89 (11)                               |
| 17 | Трокська        | ?          | 6391        | 596                | 13166          | 7387                       | 83 (8)                                |

Станом на 1913 рік у повіті було 16 волостей . 